# Novorosszijszk
Novorosszijszk (oroszul: Новоросси́йск) kikötőváros Oroszországban, a Krasznodari határterületben. Itt van az egész Fekete-tenger egyik legnagyobb kikötője.

## Gazdaság
A helyet kikötő szempontjából az ókor óta a Fekete-tenger egyik legkiválóbb öblének tartják.
A novorosszijszki kereskedelmi tengeri kikötő az orosz tengeri kereskedelmet szolgálja ki a Földközi-tenger, Ázsia, Közel-Kelet, Afrika és Dél-Amerika felé. Itt van a Fekete-tenger legforgalmasabb kőolajkikötője és az ún. Tengiz mezőről induló csővezeték végállomása.
Egyben ipari város is, amelynek a gazdaságában az acélgyártás, az élelmiszer-feldolgozás, valamint a fémáru- és egyéb gyártás kiemelhető. A kiterjedt mészkőbányák fontos cementgyárakat látnak el a városban és környékén.

## Népesség
| Lakosok száma | 960  | 43 000 | 96 500 | 150 000 | 188 000 | 204 000 | 232 100 | 241 952 | 266 977 | 261 937 |
|               | 1853 | 1906   | 1941   | 1976    | 1990    | 1996    | 2003    | 2010    | 2016    | 2024    |